# Bouzy
Pour l’article homonyme, voir Bouzy-la-Forêt.
Pour l'îlot Bouzy, à Mayotte, voir Chissioua Mbouzi.
Bouzy est une commune française, située dans le département de la Marne en région Grand Est.
Les vignobles village Bouzy sont situés dans la montagne de Reims, sous-région de Champagne, et sont classés comme Grand Cru (100 %) dans le classement de vignoble champenois.

## Géographie

### Localisation
Le village de Bouzy se trouve au sud-est de la montagne de Reims. Les coteaux de la montagne occupent la majeure partie de la commune et appartient au vignoble de Champagne, et plus précisément à la côte des Noirs.

### Communes limitrophes
|              | Val de Livre    |          |
| Val de Livre | Bouzy           | Ambonnay |
|              | Tours-sur-Marne |          |

### Hydrographie
La commune est dans la région hydrographique « la Seine de sa source au confluent de l'Oise (exclu) » au sein du bassin Seine-Normandie. Elle n'est drainée par aucun cours d'eau,.

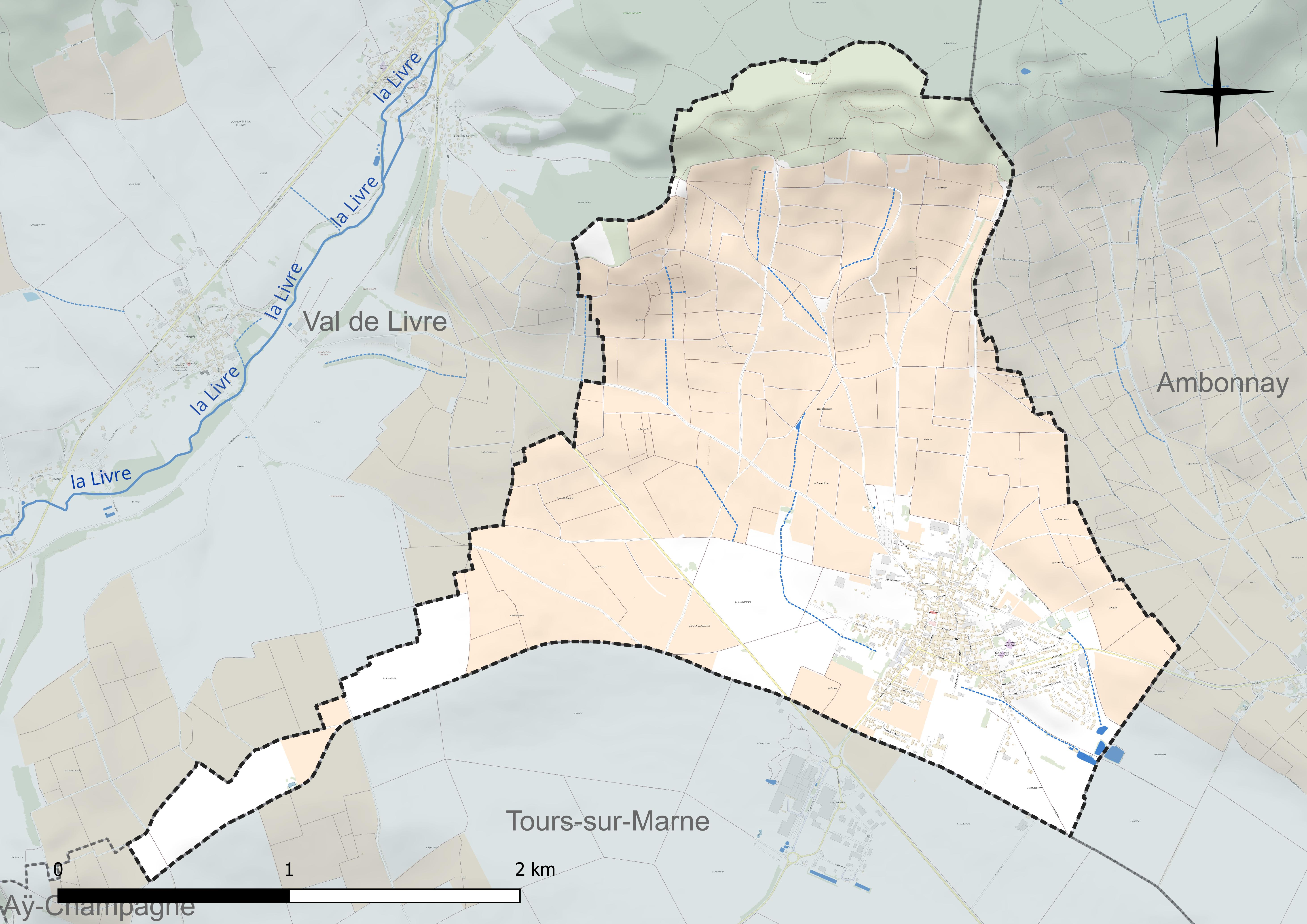
Réseau hydrographique de Bouzy.

### Climat
Pour des articles plus généraux, voir Climat du Grand Est et Climat de la Marne.
En 2010, le climat de la commune est de type climat océanique dégradé des plaines du Centre et du Nord, selon une étude du Centre national de la recherche scientifique s'appuyant sur une série de données couvrant la période 1971-2000. En 2020, Météo-France publie une typologie des climats de la France métropolitaine dans laquelle la commune est exposée à un climat océanique altéré et est dans la région climatique  Nord-est du bassin Parisien, caractérisée par un ensoleillement médiocre, une pluviométrie moyenne régulièrement répartie au cours de l’année et un hiver froid (3 °C).
Pour la période 1971-2000, la température annuelle moyenne est de 10,6 °C, avec une amplitude thermique annuelle de 16,2 °C. Le cumul annuel moyen de précipitations est de 680 mm, avec 11,1 jours de précipitations en janvier et 7,5 jours en juillet. Pour la période 1991-2020, la température moyenne annuelle observée sur la station météorologique installée sur la commune est de 11,5 °C et le cumul annuel moyen de précipitations est de 687,5 mm. 
La température maximale relevée sur cette station est de 41,2 °C, atteinte le 25 juillet 2019 ; la température minimale est de −20,5 °C, atteinte le 16 janvier 1985,,.
| Mois                                  | jan.             | fév.           | mars           | avril           | mai             | juin          | jui.           | août           | sep.           | oct.            | nov.            | déc.           | année      |
| ------------------------------------- | ---------------- | -------------- | -------------- | --------------- | --------------- | ------------- | -------------- | -------------- | -------------- | --------------- | --------------- | -------------- | ---------- |
| Température minimale moyenne (°C)     | 1,1              | 1,1            | 3,9            | 6,5             | 10,1            | 13            | 14,9           | 14,7           | 11,6           | 8,3             | 4,5             | 1,8            | 7,6        |
| Température moyenne (°C)              | 3,5              | 4,1            | 7,7            | 11,1            | 14,8            | 17,9          | 20,2           | 19,9           | 16,2           | 11,9            | 7               | 4,1            | 11,5       |
| Température maximale moyenne (°C)     | 5,8              | 7,1            | 11,6           | 15,7            | 19,6            | 22,9          | 25,5           | 25,1           | 20,7           | 15,5            | 9,6             | 6,3            | 15,5       |
| Record de froid (°C) date du record   | −20,5 16.01.1985 | −14 07.02.1991 | −10,4 01.03.05 | −4,7 12.04.1978 | −0,8 03.05.1979 | 3 01.06.1989  | 6,1 16.07.1978 | 5,5 30.08.1986 | 2,5 23.09.1986 | −2,5 31.10.1992 | −9,6 24.11.1998 | −14 29.12.1976 | −20,5 1985 |
| Record de chaleur (°C) date du record | 15,1 05.01.1999  | 20,1 26.02.19  | 24,5 31.03.21  | 28,2 20.04.18   | 32,1 28.05.17   | 36,6 28.06.11 | 41,2 25.07.19  | 39,7 12.08.03  | 33,6 15.09.20  | 27,3 03.10.11   | 20,6 07.11.15   | 16 16.12.1989  | 41,2 2019  |
| Précipitations (mm)                   | 57,8             | 51,8           | 49,9           | 44,8            | 59,3            | 60,5          | 58,5           | 51,4           | 48,9           | 63,6            | 62,6            | 78,4           | 687,5      |

| Diagramme climatique                                  |            |             |             |              |            |              |              |              |             |            |            |
| J                                                     | F          | M           | A           | M            | J          | J            | A            | S            | O           | N          | D          |
| 5,81,157,8                                            | 7,11,151,8 | 11,63,949,9 | 15,76,544,8 | 19,610,159,3 | 22,91360,5 | 25,514,958,5 | 25,114,751,4 | 20,711,648,9 | 15,58,363,6 | 9,64,562,6 | 6,31,878,4 |
| Moyennes : • Temp. maxi et mini °C • Précipitation mm |            |             |             |              |            |              |              |              |             |            |            |

Les paramètres climatiques de la commune ont été estimés pour le milieu du siècle (2041-2070) selon différents scénarios d'émission de gaz à effet de serre à partir des nouvelles projections climatiques de référence DRIAS-2020. Ils sont consultables sur un site dédié publié par Météo-France en novembre 2022.

## Urbanisme

### Typologie
Au 1er janvier 2024, Bouzy est catégorisée commune rurale à habitat dispersé, selon la nouvelle grille communale de densité à sept niveaux définie par l'Insee en 2022.
Elle est située hors unité urbaine et hors attraction des villes,.

### Occupation des sols
L'occupation des sols de la commune, telle qu'elle ressort de la base de données européenne d’occupation biophysique des sols Corine Land Cover (CLC), est marquée par l'importance des territoires agricoles (82,6 % en 2018), une proportion identique à celle de 1990 (82,6 %). La répartition détaillée en 2018 est la suivante : cultures permanentes (68 %), terres arables (14,6 %), zones urbanisées (8,9 %) et forêts (8,5 %). À noter que les cultures permanentes correspondent principalement au vignoble. L'évolution de l’occupation des sols de la commune et de ses infrastructures peut être observée sur les différentes représentations cartographiques du territoire : la carte de Cassini (XVIIIe siècle), la carte d'état-major (1820-1866) et les cartes ou photos aériennes de l'IGN pour la période actuelle (1950 à aujourd'hui).

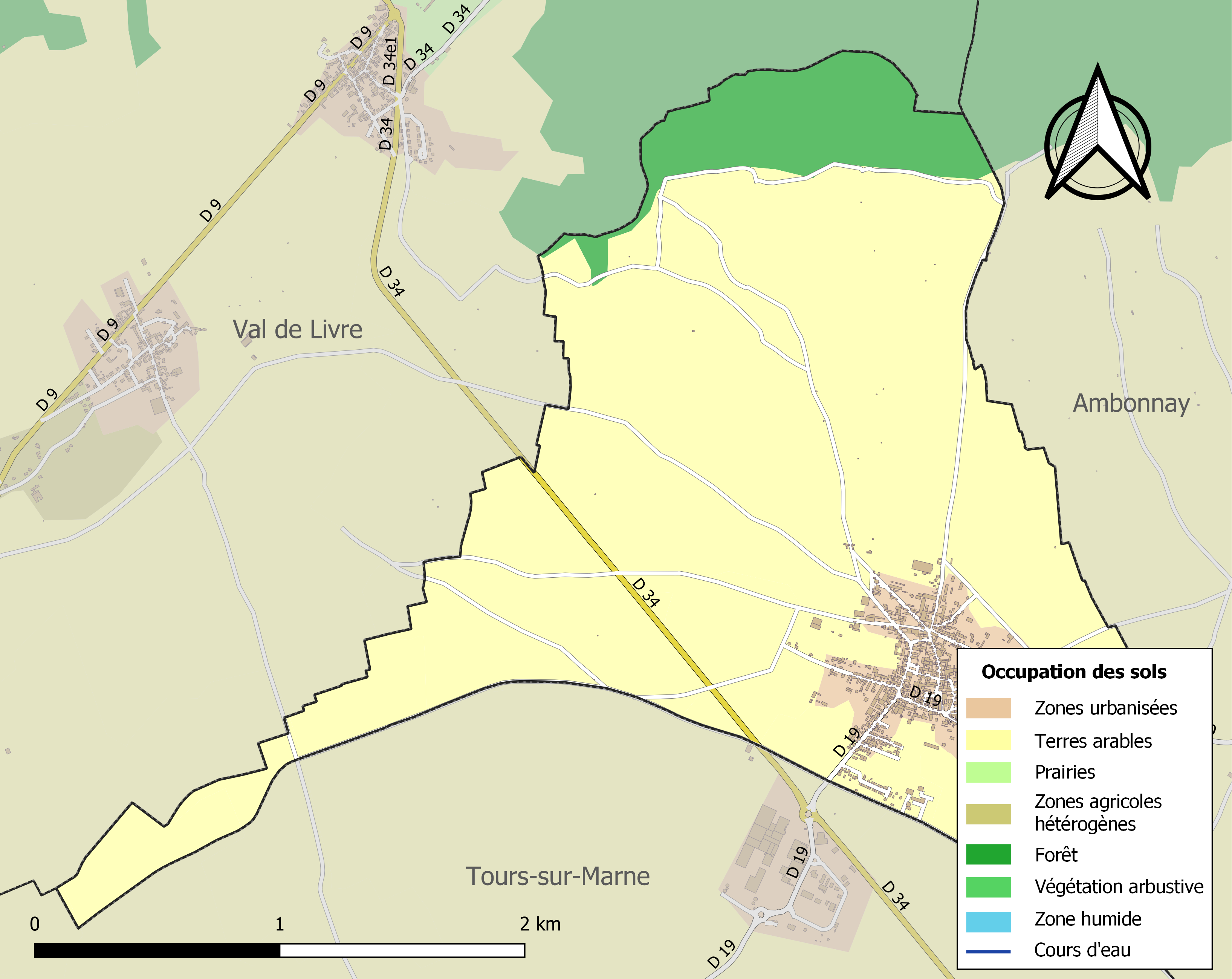
Carte des infrastructures et de l'occupation des sols de la commune en 2018 (CLC).

### Logement
En 2017, l'Insee recense 456 logements à Bouzy (contre 419 en 2012). Ces logements sont à 97,1 % des maisons et à 2,9 % des appartements. En conséquence, 90,6 % des résidences principales comptent au moins 4 pièces et 67,3 % en comptent 5 ou plus.
Parmi les logements recensés dans la commune, 86,9 % sont des résidences principales, 2 % des résidences secondaires et 11,1 % des logements vacants. Près de trois ménages sur quatre sont propriétaires de leur logement (73,5 %), un chiffre comparable à la moyenne intercommunale (71 %) et supérieur à la moyenne départementale (51,2 %).
Le tableau ci-dessous présente une comparaison de quelques indicateurs chiffrés du logement pour Bouzy, la communauté de communes de la Grande Vallée de la Marne (CCGVM) et le département de la Marne :
|                                        | Bouzy | CCGVM | Marne   |
| -------------------------------------- | ----- | ----- | ------- |
| Ensemble des logements                 | 456   | 7 459 | 294 041 |
| Part des résidences principales (en %) | 86,9  | 88,2  | 88,4    |
| Part des résidences secondaires (en %) | 2,0   | 2,8   | 2,7     |
| Part des logements vacants (en %)      | 11,1  | 8,9   | 8,9     |

Parmi les 384 résidences principales construites avant 2015, 30,5 % l'avaient été avant 1945, 23,1 % entre 1946 et 1970, 32,1 % entre 1971 et 1990, 12,4 % entre 1991 et 2005 et 1,9 % depuis 2006.
Le tableau ci-dessous présente l'évolution du nombre de logements sur le territoire de la commune, par catégorie, depuis 1968:
|                        | 1968 | 1975 | 1982 | 1990 | 1999 | 2007 | 2012 | 2017 |
| ---------------------- | ---- | ---- | ---- | ---- | ---- | ---- | ---- | ---- |
| Résidences principales | 284  | 312  | 325  | 339  | 369  | 383  | 372  | 396  |
| Résidences secondaires | 0    | 2    | 8    | 9    | 13   | 11   | 4    | 9    |
| Logements vacants      | 31   | 51   | 67   | 54   | 27   | 34   | 44   | 50   |
| Total                  | 315  | 365  | 400  | 402  | 409  | 428  | 419  | 456  |

### Risques naturels et technologiques
Le territoire de Bouzy est vulnérable à différents risques naturels et technologiques. La commune est dans l'obligation d'élaborer et publier un document d'information communal sur les risques majeurs ainsi qu'un plan communal de sauvegarde.
Bouzy est concernée par les risques de mouvements de terrain, particulièrement sur les coteaux de la montagne de Reims au nord de la commune. Son territoire est compris dans le périmètre du plan de prévention des risques « glissement de terrain de la Côte d'Ile-de-France - secteur de la vallée de la Marne des tranches 1 et 2 » approuvé en 2014 ; la montagne de Reims est en effet considérée comme un « secteur propice aux glissements de terrain ». Bouzy a fait l'objet de plusieurs arrêtés reconnaissant l'état de catastrophe naturelle pour des inondations et coulées de boue parfois accompagnées de mouvements de terrain (en 1983 et 1999).
Bouzy est affectée par le phénomène de retrait-gonflement des argiles (risque moyen). Le risque sismique est très faible sur son territoire. De même, le potentiel radon de la commune est faible. On compte par ailleurs une cavité souterraine sur son territoire.
Au niveau industriel, Bouzy ne compte pas d'installations classées pour la protection de l'environnement mais deux sites (non Seveso) se trouvent à proximité de la commune, au sein de la zone d'activités au nord de Tours-sur-Marne. Bouzy est également concernée par le transport de marchandises dangereuses en raison de la présence d'un gazoduc au sud-ouest du territoire communal,.

## Toponymie
Le nom de la localité est attesté sous les formes Vicus Balbiacus ? (vers 948) ; Bauzeyum (1119) ; Bouzeium (1168) ; Buseium (1193) ; Bozeiæ (1195) ; Buisi (fin du XIIe siècle) ; Bausi (vers 1222) ; Bouzy (1228) ; Bousaium (1267) ; Ecclesia de Bauseis (1299) ; Bouzys (1303-1312) ; Bousis (1346) ; Bouzis (1676).

On a affaire à un toponyme terminé par le suffixe latin d'origine celtique -acum, généralement utilisé pour former des noms de domaines à partir de noms de personnes. Ici, il pourrait s'agir du domaine de Boutios.

## Histoire
Dans les premières décennies du XIIIe siècle, Milon de Nanteuil, seigneur de Chatillon, chevalier guerrier, évêque-comte de Beauvais, pair de France, est en tant qu'archevêque de Reims[réf. nécessaire], seigneur souverain de Reims et du village de Bouzy[réf. nécessaire].

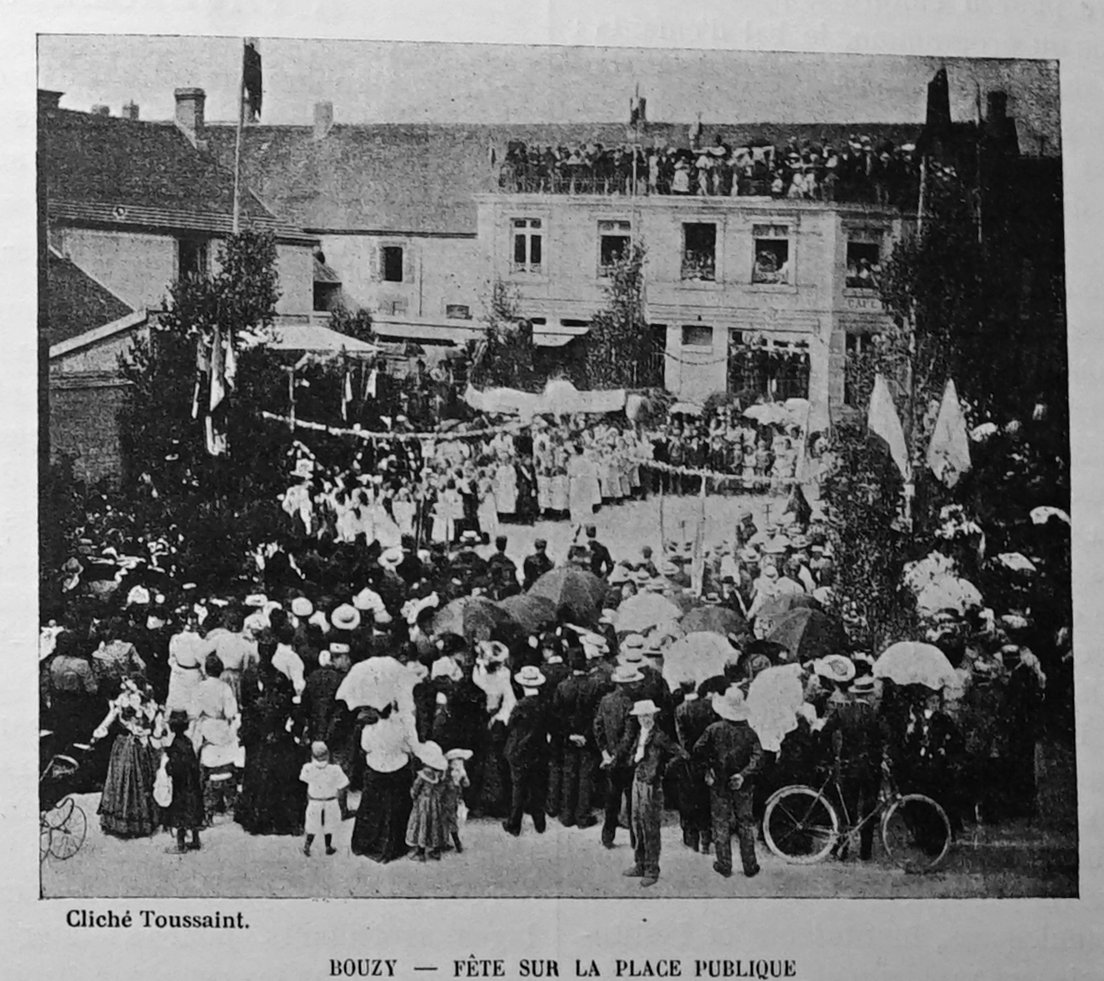
Fête de l'école en 1904.

Il réussit à protéger la production de vin dans toute la région et, partant, l'économie de Beauvais, Reims et du petit village de Bouzy, qui risquait de succomber à jamais, quand le roi Louis IX de France essaya de bloquer la production, d'abord en imposant une fiscalité insoutenable sur le vente, puis en se réservant la propriété de la totalité de la production de vin de la région, devenu plus tard mondialement connu comme le champagne.
Le village a été desservi au début du XXe siècle par la ligne de chemin de fer secondaire à voie étroite Ambonnay - Épernay des chemins de fer de la Banlieue de Reims, remplacée en 1931 par une desserte par autocar.

## Politique et administration

### Rattachements administratifs et électoraux
Du point de vue administratif, la commune est rattachée à l'arrondissement d'Épernay, dans le département de la Marne en région Grand Est. Jusqu'en 2006, elle appartenait à l'arrondissement de Reims.
Bouzy faisait partie de 1793 à 1801 du canton de Louvois, année où elle intègre le canton d'Ay. Dans le cadre du redécoupage cantonal de 2014 en France, la commune est désormais rattachée au canton d'Épernay-1. Pour l'élection des députés, elle fait partie depuis 2010 de la troisième circonscription de la Marne.

### Intercommunalité
Bouzy fait partie de la communauté de communes de la Grande Vallée de la Marne (CCGVM).
La commune était initialement membre de la communauté de communes de la Côte des Noirs (créée en 2002[réf. nécessaire]) avec Ambonnay, Bisseuil, Louvois et Tours-sur-Marne. En décembre 2010, toutes les autres communes de l'intercommunalité quittent le groupement de communes pour rejoindre la CCGVM. Bouzy devient alors une commune enclavée au sein du territoire de la CCGVM, qu'elle finit par rejoindre en 2013.
Au 1er janvier 2021, la commune appartient également aux intercommunalités suivantes (syndicats mixtes) : le SM de la Marne Moyenne (pour la compétence GEMAPI), le SM intercommunal d'énergies de la Marne (SIEM) et le SM de réalisation et de gestion du parc naturel régional de la Montagne de Reims.

### Tendances politiques et résultats
L'électorat de Bouzy tend largement vers la droite.

### Administration municipale
| Période                                  | Période                  | Identité            | Étiquette | Qualité |
| ---------------------------------------- | ------------------------ | ------------------- | --------- | --- |
| Les données manquantes sont à compléter. |                          |                     |           | |
| avant 1879                               |                          | M. Robert           |           | |
| Les données manquantes sont à compléter. |                          |                     |           | |
| avant 1995                               | ?                        | Pierre Martin       | DVD       | |
| 2001                                     | 2020                     | Rachel Paillard     | UMP → LR  | Conseillère régionale de Champagne-Ardenne (2010 → 2015) Conseillère régionale du Grand-Est (2015 → 2018) Vice-présidente de l'AMF (2018 → ) Réélue pour le mandat 2014-2020, |
| 2020                                     | En cours (au 02/02/2024) | Jean-François Sainz |           | |

### Jumelage
La commune de Bouzy est jumelée avec la République de Montmartre depuis le 25 juin 2022.

## Équipements et services publics

### Eau et assainissement
L'approvisionnement en eau potable et l'assainissement des eaux usées sont des compétences de la communauté de communes de la Grande Vallée de la Marne (CCGVM).
En 2019, les deux installations de production d'eau potable en état de fonctionnement de l'intercommunalité sont le captage de Bisseuil et le forage de Tauxières-Mutry. Concernant le stockage de l'eau potable, Bouzy accueille un château d'eau d'une capacité de 200 m3.
L'assainissement des eaux usées de la commune est assuré, de manière collective, par une station d'épuration à boue activée par réacteur biologique séquencé d'une capacité de 2 800 équivalents-habitants.

### Gestion des déchets
La CCGVM est également compétente en matière de déchets. Elle organise le ramassage des déchets, en distinguant les ordures ménagères, les biodéchets, les déchets recyclables, le verre et les ordures ménagères des habitats collectifs (Bouzy n'est pas concernée par cette dernière prestation). Les déchets (hors verre) sont ensuite valorisés par le syndicat de valorisation des ordures ménagères de la Marne (SYVALOM).
La CCGVM met à disposition de ses habitants quatre déchetteries à Aÿ, Dizy, Mareuil-sur-Ay et Tours-sur-Marne.

### Justice et sécurité
Du point de vue judiciaire, Bouzy relève du conseil de prud'hommes, du tribunal de commerce, du tribunal judiciaire, du tribunal paritaire des baux ruraux et du tribunal pour enfants de Reims, dans le ressort de la cour d'appel de Reims. Pour le contentieux administratif, la commune dépend du tribunal administratif de Châlons-en-Champagne et de la cour administrative d'appel de Nancy.
Bouzy est située en secteur Gendarmerie nationale et dépend de la brigade d'Aÿ-Champagne.
En matière d'incendie et de secours, les casernes les plus proches sont le centre de secours de Tours-sur-Marne et le centre de secours principal d'Épernay, qui dépendent du Service départemental d'incendie et de secours (SDIS) de la Marne. La commune bénéficie également du centre de première intervention intercommunal de la Grande Vallée de la Marne, situé à Aÿ et composé d'une vingtaine de sapeurs-pompiers volontaires.

## Population et société

### Nom des habitants
Les habitants de la commune sont les Bouzillons et Bouzillones.

### Démographie

#### Évolution de la population
Bouzy a connu une forte croissance à partir du milieu du XIXe siècle jusqu'au début du XXe siècle, passant de 308 habitants en 1841 à 1 185 en 1911 (une multiplication par quatre en 70 ans). Après la Première Guerre mondiale, sa population diminue pour finalement atteindre 821 Bouzillons et Bouzillones en 1946. Les Trente Glorieuses permettent au village de regagner des habitants (1 009 habitants en 1982). À partir des années 1980, Bouzy décroît à nouveau, pour passer sous la barre des 900 habitants en 2018.
L'évolution du nombre d'habitants est connue à travers les recensements de la population effectués dans la commune depuis 1793. Pour les communes de moins de 10 000 habitants, une enquête de recensement portant sur toute la population est réalisée tous les cinq ans, les populations de référence des années intermédiaires étant quant à elles estimées par interpolation ou extrapolation. Pour la commune, le premier recensement exhaustif entrant dans le cadre du nouveau dispositif a été réalisé en 2004.

En 2022, la commune comptait 833 habitants, en évolution de −12,13 % par rapport à 2016 (Marne : −1,19 %, France hors Mayotte : +2,11 %).
| 1793 | 1800 | 1806 | 1821 | 1831 | 1836 | 1841 | 1846 | 1851 |
| ---- | ---- | ---- | ---- | ---- | ---- | ---- | ---- | ---- |
| 174  | 235  | 241  | 197  | 283  | 292  | 308  | 346  | 404  |

| 1856 | 1861 | 1866 | 1872 | 1876 | 1881 | 1886 | 1891 | 1896  |
| ---- | ---- | ---- | ---- | ---- | ---- | ---- | ---- | ----- |
| 456  | 528  | 578  | 539  | 639  | 675  | 835  | 858  | 1 041 |

| 1901  | 1906  | 1911  | 1921  | 1926 | 1931 | 1936 | 1946 | 1954 |
| ----- | ----- | ----- | ----- | ---- | ---- | ---- | ---- | ---- |
| 1 081 | 1 170 | 1 185 | 1 037 | 873  | 883  | 837  | 821  | 858  |

| 1962 | 1968 | 1975  | 1982  | 1990 | 1999 | 2004 | 2006 | 2009 |
| ---- | ---- | ----- | ----- | ---- | ---- | ---- | ---- | ---- |
| 905  | 927  | 1 005 | 1 009 | 967  | 997  | 967  | 960  | 947  |

| 2014 | 2019 | 2022 | - | - | - | - | - | - |
| ---- | ---- | ---- | - | - | - | - | - | - |
| 939  | 867  | 833  | - | - | - | - | - | - |

#### Pyramide des âges
La population de la commune est relativement jeune.
En 2018, le taux de personnes d'un âge inférieur à 30 ans s'élève à 30,9 %, soit en dessous de la moyenne départementale (36,9 %). À l'inverse, le taux de personnes d'âge supérieur à 60 ans est de 27,7 % la même année, alors qu'il est de 25,3 % au niveau départemental.
En 2018, la commune comptait 418 hommes pour 476 femmes, soit un taux de 53,24 % de femmes, légèrement supérieur au taux départemental (51,6 %).
Les pyramides des âges de la commune et du département s'établissent comme suit.
| Hommes | Classe d’âge | Femmes |
| ------ | ------------ | ------ |
| 0,7    | 90 ou +      | 1,3    |
| 6,4    | 75-89 ans    | 9,3    |
| 19,0   | 60-74 ans    | 18,4   |
| 26,7   | 45-59 ans    | 24,5   |
| 16,5   | 30-44 ans    | 15,4   |
| 14,1   | 15-29 ans    | 11,7   |
| 16,5   | 0-14 ans     | 19,5   |

| Hommes | Classe d’âge | Femmes |
| ------ | ------------ | ------ |
| 0,6    | 90 ou +      | 1,8    |
| 6,5    | 75-89 ans    | 9,2    |
| 16,5   | 60-74 ans    | 17,8   |
| 19,7   | 45-59 ans    | 19,1   |
| 18,6   | 30-44 ans    | 17,5   |
| 19,9   | 15-29 ans    | 18,2   |
| 18,2   | 0-14 ans     | 16,6   |

### Cultes
L'église Saint-Basle est de confession catholique. Bouzy est le siège de la paroisse « la grappe et l'épi », dépendant du diocèse de Reims. La paroisse comprend également les villages voisins d'Ambonnay, Bisseuil, Tours-sur-Marne et Val de Livre.

## Économie

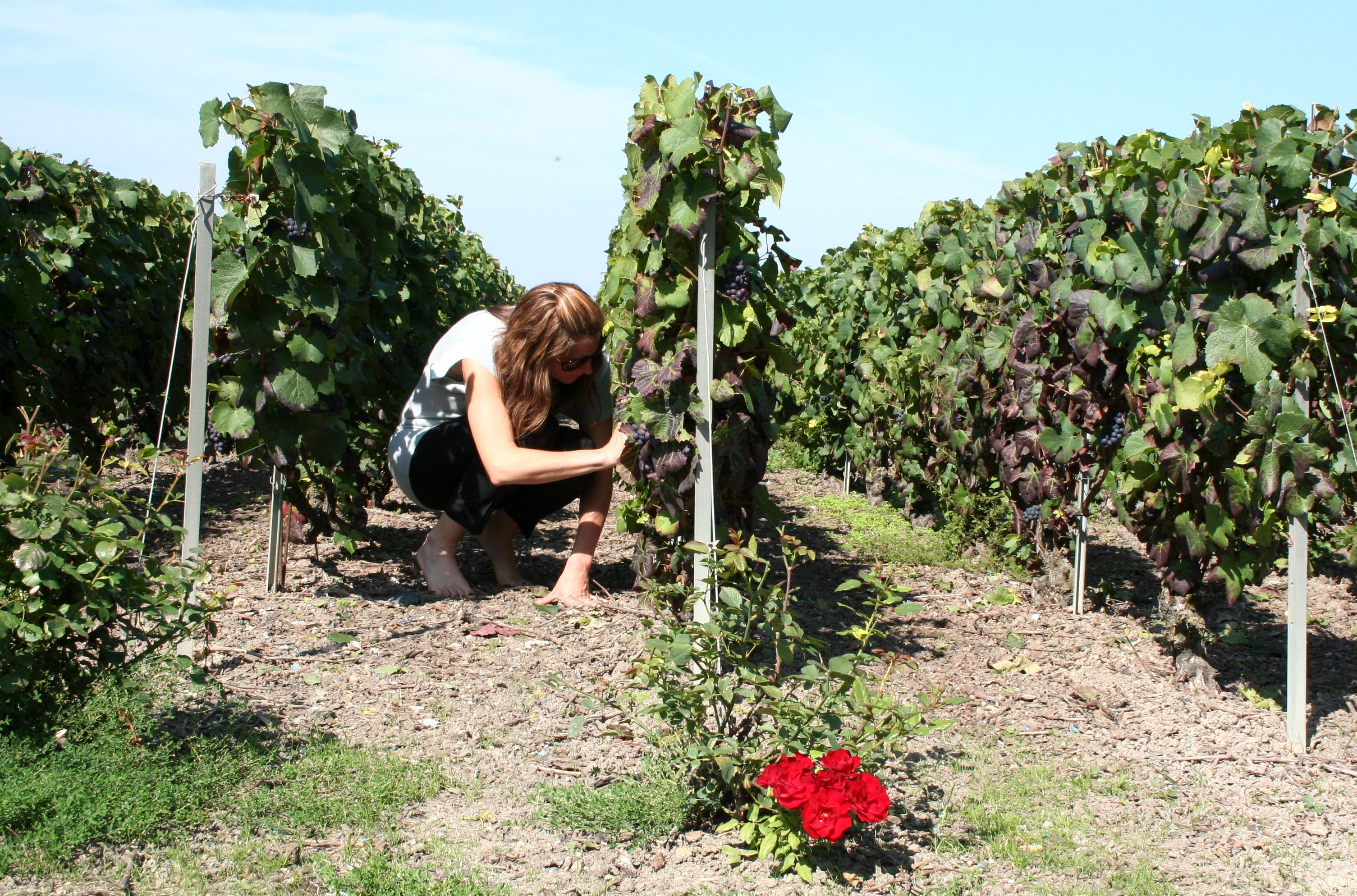
Le vignoble à Bouzy.

La production et l'élaboration des vins de Champagne constitue une part importante de l'activité économique locale. Sur les 626 ha que compte la commune, 377,4 ha sont ainsi dédiés à la vigne. La très grande majorité est plantée de pinot noir. Bouzy appartient en effet au vignoble de la Côte des Noirs. Néanmoins, une petite partie du vignoble est consacrée au chardonnay. Le « bouzy rouge » est réputé sous l'appellation « coteaux-champenois ».

## Culture locale et patrimoine

### Lieux et monuments

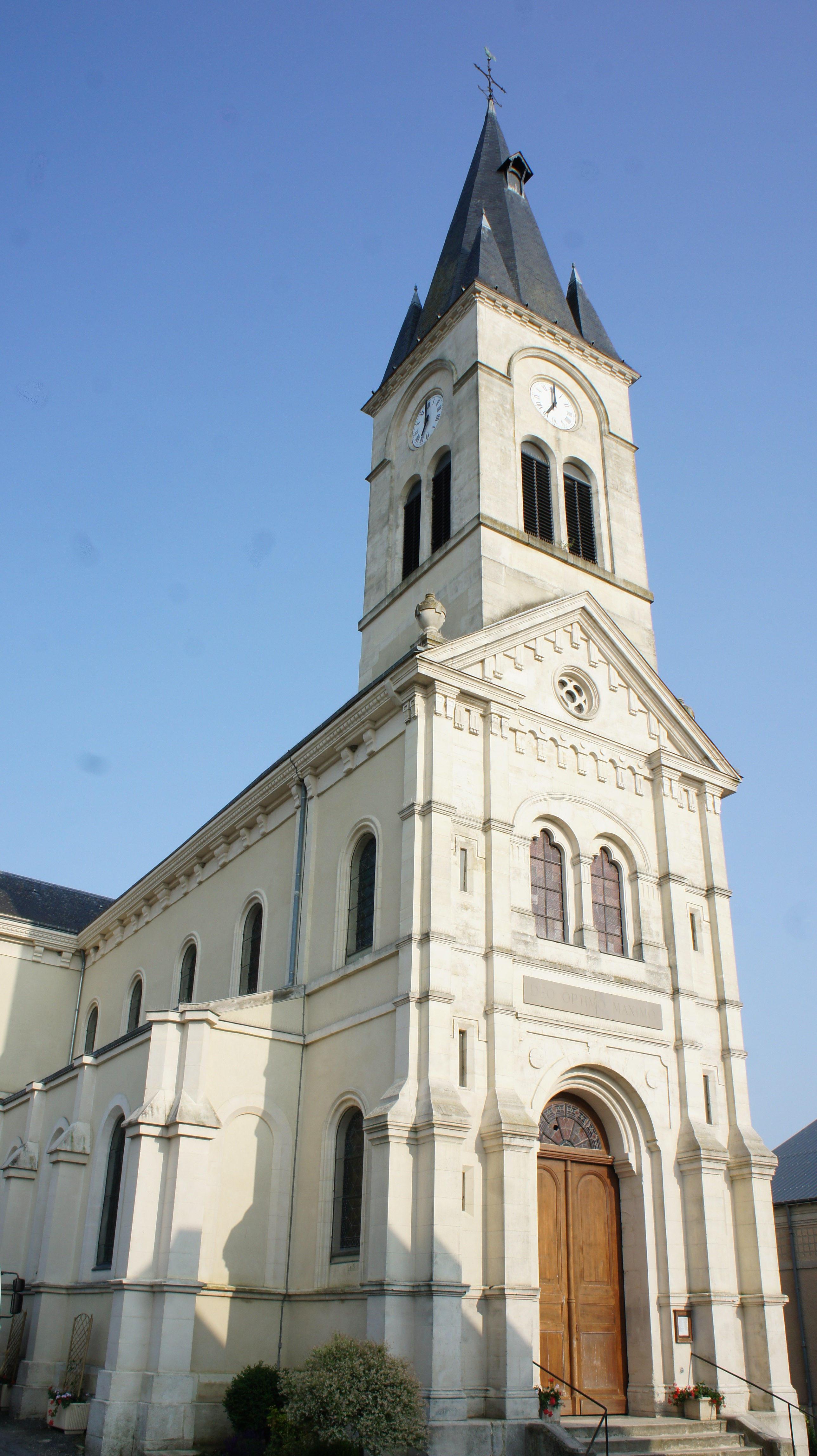
Église Saint-Basle.

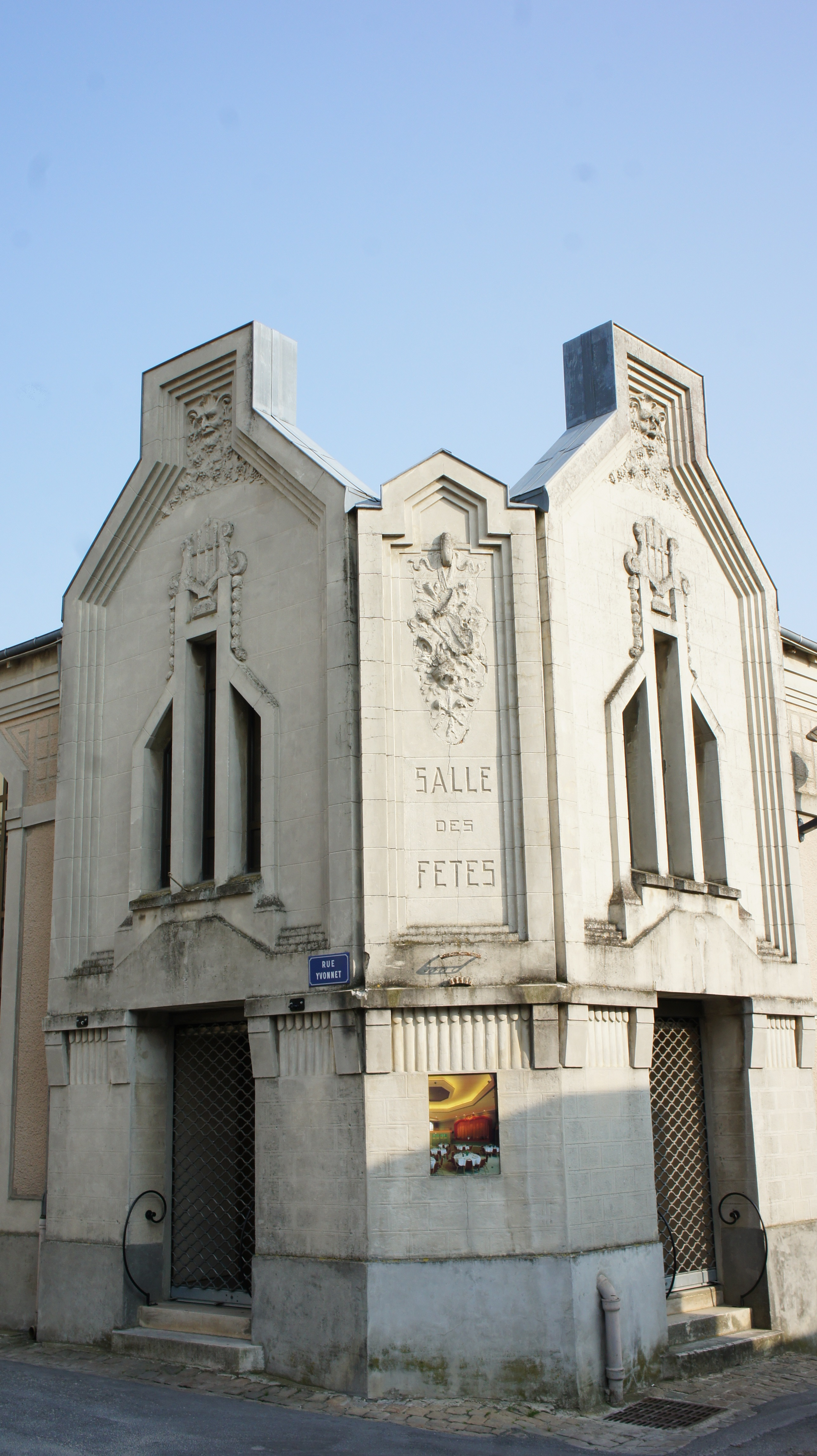
Les sculptures de la façade de la salle des fêtes.

- Église Saint-Basle de Bouzy[75] : l'ancienne église de Bouzy, mesurait 6 m sur 20 m et suffisait au faible nombre de Bouzillons (184 en 1778). Elle était placée sous le vocable de la Sainte Vierge, puis après 1672, sous celui de saint Basle.

Au milieu du XIXe siècle, la prospérité du village rendit l'église trop petite. On décida donc d'édifier une nouvelle église, qui est l'église actuelle. Le financement de sa construction provint en grande partie de la générosité d'un paroissien, Louis-Médard Yvonnet, qui avait gagné à la loterie des lingots d'or en 1851. Elle fut achevée en 1856 grâce à des souscriptions publiques.
L'ancienne église romane fut vendue puis démolie dans les années qui suivirent. Parmi les éléments du mobilier intérieur, ne subsistent que l'autel en marbre gris et rouge du XVIIIe siècle, rejoignant le transept sud de la nouvelle église, ainsi qu'une statuette de la Vierge du XVe siècle, qui est classée. L'orgue de l'église a été fabriqué en 1855 par Pierre-Alexandre Ducroquet. Il fut transféré de l'église Saint-Jacques de Reims à celle de Bouzy en 1891. Un jeu complémentaire est installé en 1898 par Augustin Brisset.
En 1984, à la suite de la restauration de l'orgue par Christian Millot, sa partie instrumentale est inscrite sur la liste des monuments historiques. Les fonts baptismaux en marbre du XVIIe siècle sont classés monument historique à la même occasion.
Sur des dessins de Jean-Paul Agosti, Antoine Benoit réalise en 2006 des vitraux sans plomb, sans ciment et ni collage du verre, d'une hauteur de 4,5 mètres et d'un seul tenant. Cela constitue une première mondiale,.
- La salle des fêtes, construite en 1927-1928 par l'architecte Henri Giraud (d'Epernay)
- Au-dessus du village, dans les bois,  se dresse la Tour Brisset, construite dans le style gothique en 1880-1890 par le biscuitier rémois Gosset, à l'emplacement d'une tour de guet médiévale.
- Chemin de randonnée dénommé Chemin des vignes[80]

### Personnalités liées à la commune
- Yves Gibeau (1916-1994), écrivain né à Bouzy.
- Louis Médard Yvonnet, gagnant de la Loterie des lingots d'or.